# Henrik Eriksson (ishockeyspelare född 1996)
Henrik Eriksson, född 10 januari 1996, är en svensk professionell ishockeyspelare som spelar för Kitzbüheler EC i Alps Hockey League.